# Oltenija
Oltenija (ili Mala Vlaška) je rumunjska povijesna pokrajina na jugozapadu države. Obuhvaća zapadni dio povijesne pokrajine Vlaške (istočni dio Vlaške obuhvaća povijesna pokrajina Muntenija).

## Zemljopis
Oltenija obuhvaća zapadni dio Vlaške nizine. Na sjeveru ulazi u Karpate. Granica između Oltenije i Muntenije je rijeka Olt prema kojoj je Oltenija dobila ime. Prema jugu i zapadu rijeka Dunav čini granicu s Bugarskom i Srbijom. Na zapadu Dunav kroz Đerdapsku klisuru probija planinski lanac Karpata. Najveća rijeka u srednjem dijelu je Jiu uz koju su najvažnija nalazišta ugljena u Rumunjskoj.
Oltenija obuhvaća teritorij rumunjskih županija Gorj i Dolj i veće dijelove županija Mehedinţi, Vâlcea i Olt.